# Műugrás a 2000. évi nyári olimpiai játékokon
A 2000. évi nyári olimpiai játékokon a műugrás négy újabb számmal bővült, nemenként páros mű- és toronyugrással, így összesen nyolc versenyszámban avattak bajnokot, négy férfi és négy női számban.

## Éremtáblázat
(A táblázatokban a rendező ország csapata eltérő háttérszínnel, az egyes számoszlopok legmagasabb értéke vagy értékei vastagítással kiemelve.)
| A 2000. évi nyári olimpiai játékok éremtáblázata műugrásban | A 2000. évi nyári olimpiai játékok éremtáblázata műugrásban | A 2000. évi nyári olimpiai játékok éremtáblázata műugrásban | A 2000. évi nyári olimpiai játékok éremtáblázata műugrásban | A 2000. évi nyári olimpiai játékok éremtáblázata műugrásban | Olimpia  |
| ----------------------------------------------------------- | ----------------------------------------------------------- | ----------------------------------------------------------- | ----------------------------------------------------------- | ----------------------------------------------------------- | -------- |
|                                                             | Ország                                                      | Arany                                                       | Ezüst                                                       | Bronz                                                       | Összesen |
| 1.                                                          | Kína (CHN)                                                  | 5                                                           | 5                                                           | 0                                                           | 10       |
| 2.                                                          | Oroszország (RUS)                                           | 2                                                           | 1                                                           | 2                                                           | 5        |
| 3.                                                          | Egyesült Államok (USA)                                      | 1                                                           | 0                                                           | 0                                                           | 1        |
|                                                             |                                                             |                                                             |                                                             |                                                             |          |
| 4.                                                          | Kanada (CAN)                                                | 0                                                           | 1                                                           | 1                                                           | 2        |
| 5.                                                          | Mexikó (MEX)                                                | 0                                                           | 1                                                           | 0                                                           | 1        |
|                                                             |                                                             |                                                             |                                                             |                                                             |          |
| 6.                                                          | Ausztrália (AUS)                                            | 0                                                           | 0                                                           | 2                                                           | 2        |
| 6.                                                          | Németország (GER)                                           | 0                                                           | 0                                                           | 2                                                           | 2        |
| 8.                                                          | Ukrajna (UKR)                                               | 0                                                           | 0                                                           | 1                                                           | 1        |
|                                                             |                                                             |                                                             |                                                             |                                                             |          |
| Összesen                                                    | Összesen                                                    | 8                                                           | 8                                                           | 8                                                           | 24       |

## Érmesek

### Férfi számok
| A 2000. évi nyári olimpiai játékok érmesei férfi műugrásban |                                                     |                                                              |                                                 |
| Versenyszám                                                 | Arany                                               | Ezüst                                                        | Bronz                                           |
| Műugrás                                                     | Hsziung Ni · Kína (CHN)                             | Fernando Plates · Mexikó (MEX)                               | Dmitrij Szautyin · Oroszország (RUS)            |
| Toronyugrás                                                 | Tien Liang (Tian Liang) · Kína (CHN)                | Hu Csia (Hu Jia) · Kína (CHN)                                | Dmitrij Szautyin · Oroszország (RUS)            |
| Műugrás, páros                                              | Kína (CHN) · Hsziao Haj-liang · Hsziung Ni          | Oroszország (RUS) · Alekszandr Dobroszkok · Dmitrij Szautyin | Ausztrália (AUS) · Robert Newbery · Dean Pullar |
| Toronyugrás, páros                                          | Oroszország (RUS) · Igor Lukasin · Dmitrij Szautyin | Kína (CHN) · Hu Csia (Hu Jia) · Tien Liang (Tian Liang)      | Németország (GER) · Jan Hempel · Heiko Meyer    |

### Női számok
| A 2000. évi nyári olimpiai játékok érmesei női műugrásban |                                                   |                                                            |                                                   |
| Versenyszám                                               | Arany                                             | Ezüst                                                      | Bronz                                             |
| Műugrás                                                   | Fu Ming-hszia · Kína (CHN)                        | Kuo Csing-csing (Guo Jingjing) · Kína (CHN)                | Dörte Lindner · Németország (GER)                 |
| Toronyugrás                                               | Laura Wilkinson · Egyesült Államok (USA)          | Li Na · Kína (CHN)                                         | Anne Montminy · Kanada (CAN)                      |
| Műugrás, páros                                            | Oroszország (RUS) · Julija Pahalina · Vera Iljina | Kína (CHN) · Fu Min-hszia · Kuo Csing-csing (Guo Jingjing) | Ukrajna (UKR) · Hanna Szorokina · Olena Zsupina   |
| Toronyugrás, páros                                        | Kína (CHN) · Li Na · Szang Hszüe                  | Kanada (CAN) · Émilie Heymans · Anne Montminy              | Ausztrália (AUS) · Loudy Tourky · Rebecca Gilmore |